# Běleč (Liteň)
Běleč (německy Bleichen) je vesnice, část městyse Liteň v okrese Beroun ve Středočeském kraji. Nachází se asi 2,7 kilometru severovýchodně od Litně. Prochází tudy železniční trať Zadní Třebaň - Lochovice a vesnicí protéká Bělečský potok.

## Historie
První písemná zmínka o existenci obce pochází z roku 1333. Z této doby se připomínají bratři Miroslav, Ješek a Václav z Bělče. Původní název obce byl Bělč. Belečský dvorec patřil karlštejnským manům, z roku 1545 je doložená existence Bělečské tvrzi, když ji Odolen Pětipeský z Chyš a z Egrberka prodal společně se vsí a dvorem Šimonovi ze Šanova. K další změně majitele došlo v roce 1553, kdy tvrz i ves získal Václav Podhradský z Vlčí hory, který ji o rok později vyměnil za město Krásná hora a Běleč přešla do zprávy Šebestiánu Markvartovi z Hrádku, purkrabímu z Karlštejna. Tím se Běleč stala součástí karlštejnského panství. Z tvrze se stal poplužní dvůr a dnes již není známo, kde stála.
V Bělči se 2. června 1887 narodil 2. velitel Obrany národa, pozdější armádní generál in memoriam Bedřich Homola.

## Obyvatelstvo
| Rok            | 1869 | 1880 | 1890 | 1900 | 1910 | 1921 | 1930 | 1950 | 1961 | 1970 | 1980 | 1991 | 2001 | 2011 | 2021 |
| -------------- | ---- | ---- | ---- | ---- | ---- | ---- | ---- | ---- | ---- | ---- | ---- | ---- | ---- | ---- | ---- |
| Počet obyvatel | 241  | 258  | 227  | 309  | 235  | 221  | 228  | 202  | 192  | 160  | 164  | 116  | 98   | 146  | 183  |
| Počet domů     | 40   | 41   | 37   | 45   | 46   | 47   | 52   | 97   | 59   | 61   | 56   | 72   | 71   | 81   | 87   |

## Obecní správa
Při sčítání lidu v letech 1850–1964 byla Běleč samostatnou obcí, nejprve v okrese Hořovice, od roku 1950 v okrese Beroun. Od 14. června 1964 je částí městyse Liteň v okrese Beroun.

## Pamětihodnosti
- Usedlost čp. 15
- přírodní rezervace Voškov – bučinami porostlé svahy nad pravým břehem řeky Berounky severně od Bělče